# モーリツ・ローゼンタール

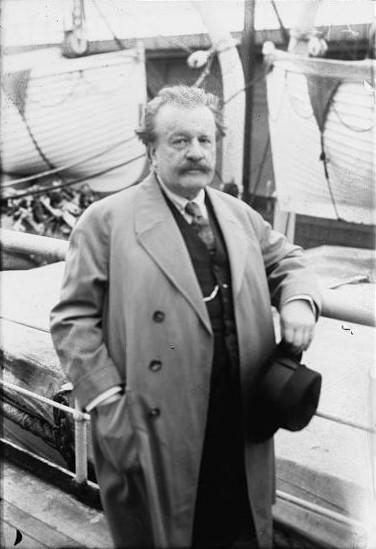
モーリツ・ローゼンタール

モーリツ・ローゼンタール（Moriz Rosenthal, 1862年12月18日 - 1946年9月3日）はポーランド出身のアメリカ合衆国のピアニスト。ユダヤ人。洗練された演奏技巧によって尊敬を集めた。

## 略歴
レンベルク（現リヴィウ）出身。父親は地元の大学の教授だった。8歳のときにガロートについてピアノを始めるが、ガロートは技術的な能力に気配りせず、生徒がいたって気ままに初見演奏や移調を行なって楽しむのに任せていた。この教授法は珍妙で、とても薦められるものではないのだが、この場合にローゼンタールは実害をこうむらなかったようである。
1872年に、ショパンの校訂者カール・ミクリに入門し、より学究的な方向で訓練を受けた。ラファエル・ヨセフィの助言で、まだ少年だったがウィーンに留学、同地でヨセフィから、メンデルスゾーンやリストのメソッドによって徹底的な基礎を与えられる。14歳でルーマニア各地で演奏旅行を行なう。1878年にリストに入門し、ヴァイマルやローマで指導を受けた。
リストの門弟としてサンクトペテルブルクやパリなど、欧州各地で演奏を行う。しかしながら一般教育はないがしろにされていたので、1880年に入学資格を得てウィーン大学哲学科に学んだ。6年後にピアニストとしての活動を再開し、1895年にライプツィヒとイングランドで目覚しい成功を収め、その後はアメリカ合衆国でも成功に恵まれた。1939年以降はニューヨーク市にピアノ教室を開設した。
最も有名な弟子は、ピアニストで音楽学者のチャールズ・ローゼン、及びピアニストのホルヘ・ボレットである。前者のローゼンは著書『Piano Notes: The World of the Pianist 』の中で、ローゼンタールに関するいくつかのアネクドートを披露している。
ローゼンタールは作曲も行っており、技巧的なピアノ曲と、ヨハン・シュトラウス2世のワルツ、フレデリック・ショパンの『小犬のワルツ』などのピアノ用編曲を残している。

## 録音
- Piano Rolls (The Reproducing Piano Roll Foundation)